# Wieliszew (stacja kolejowa)
Wieliszew – stacja kolejowa na linii kolejowej nr. 10, położona w Michałowie-Reginowie, w gminie Wieliszew (do 2007 roku w gminie Nieporęt), w województwie mazowieckim, w Polsce.

## Ruch pasażerski[1]
| Rok  | Wymiana pasażerska na dobę |
| ---- | -------------------------- |
| 2017 | 300-499                    |
| 2018 | 300-499                    |
| 2019 | 200-299                    |
| 2020 | 200-299                    |
| 2021 | 200-299                    |
| 2022 | 300-499                    |
| 2023 | 500-699                    |

## Krótki opis
Na stacji znajduje się jeden peron wyspowy z tablicą z nazwą stacji i ławka dla oczekujących na pociąg.

## Linie kolejowe
Przez stację przechodzą następujące linie kolejowe:
- nr 10 Legionowo – Tłuszcz
- nr 28 Wieliszew – Zegrze Południowe
- Wieliszew – Darłacz (linia kolejowa rozebrana)
- Wieliszew – Wieliszew Wąskotorowy (linia kolejowa rozebrana)

## Zdjęcia

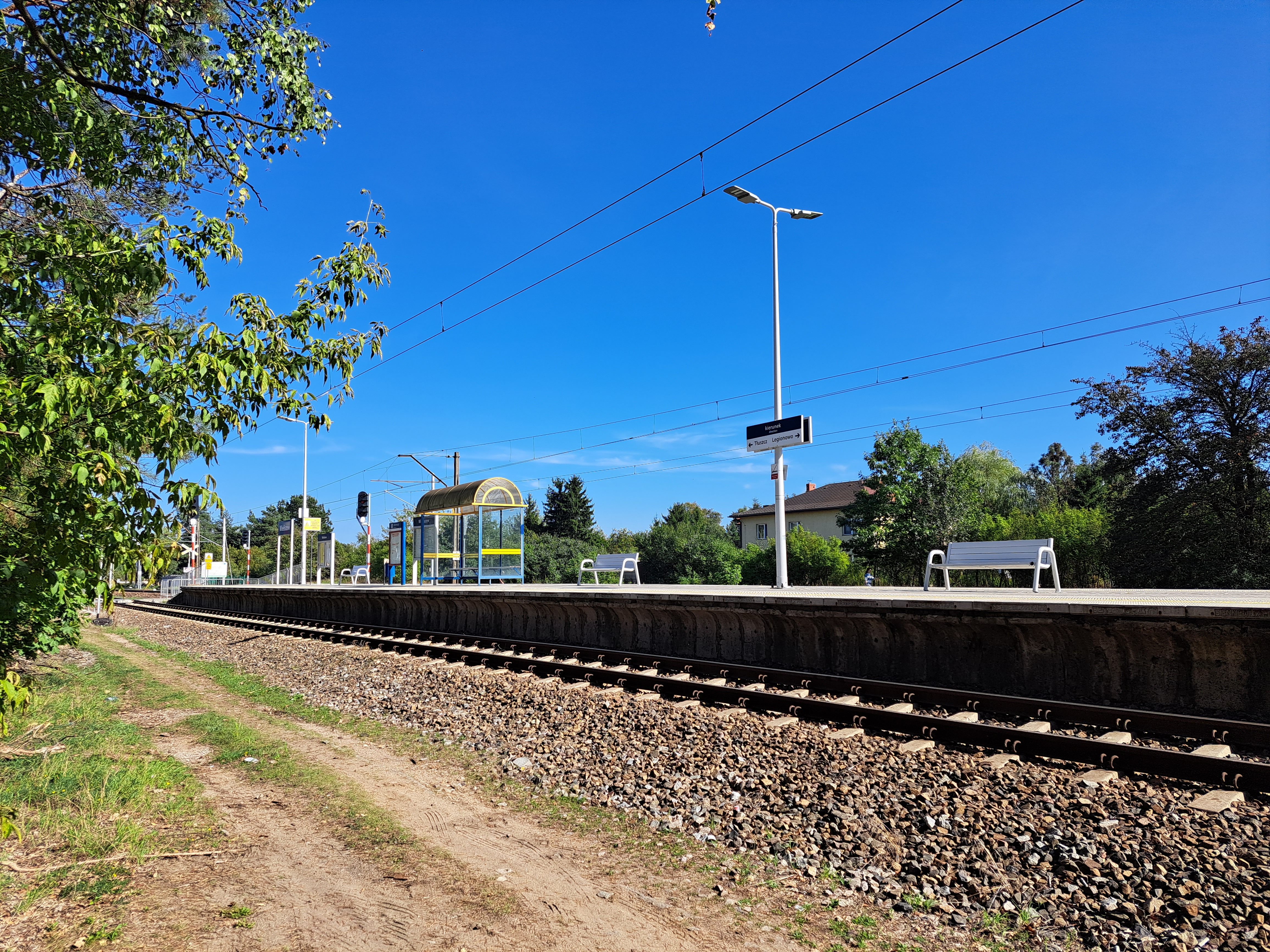

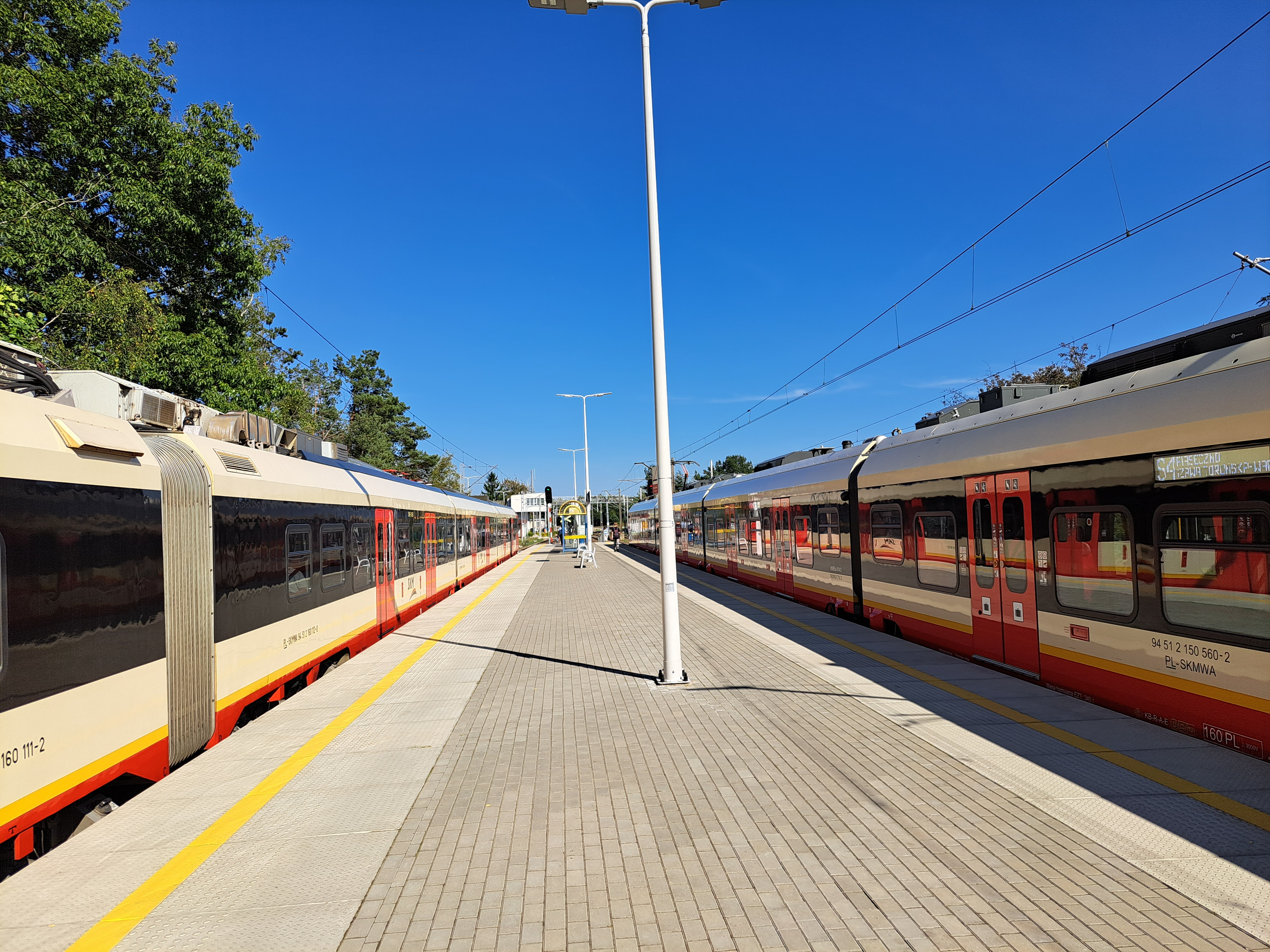

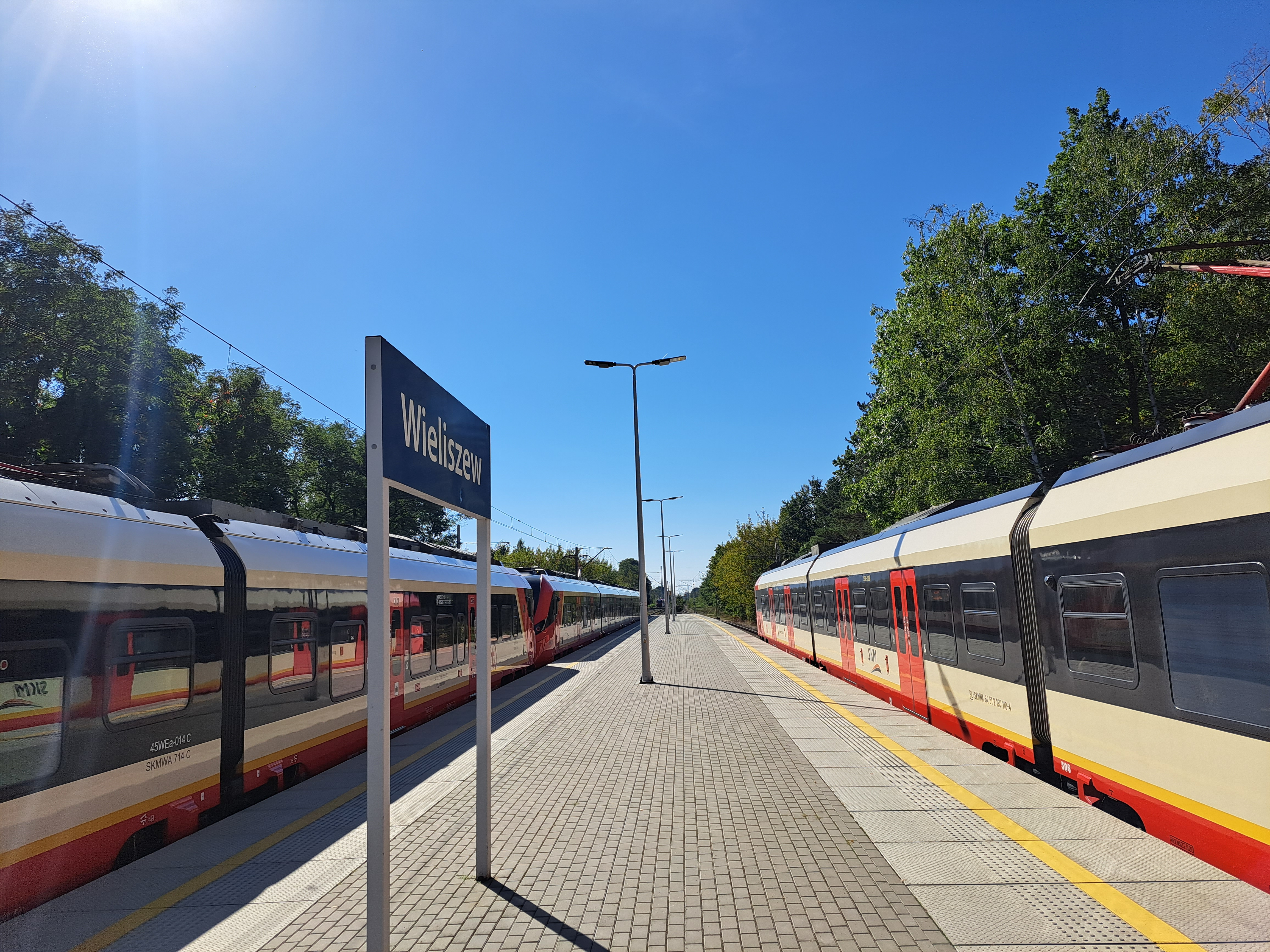

## Połączenia
| Przewoźnik         | Linia   | Trasa                                                                   |                   |
| ------------------ | ------- | ----------------------------------------------------------------------- | ----------------- |
| SKM Warszawa       | S4      | Zegrze Południowe - Wieliszew - Piaseczno                               | [ 4 ] [ 5 ] [ 6 ] |
| SKM Warszawa       | S40     | Wieliszew/Radzymin - Piaseczno                                          | [ 4 ] [ 5 ] [ 6 ] |
| Koleje Mazowieckie | RE91/92 | Tłuszcz – Wieliszew – Legionowo Przystanek – Modlin – Nasielsk – Sierpc | [ 4 ] [ 5 ] [ 6 ] |